# جيك بيكارد
جيك بيكارد (بالإنجليزية: Jake Pickard)‏ هو لاعب كرة قدم بريطاني في مركز الهجوم، ولد في 14 مارس 1997 في نيوكاسل أبون تاين في المملكة المتحدة. لعب مع كوين أوف ساوث.

## وصلات خارجية
- جيك بيكارد على موقع قاعدة بيانات كرة القدم.إي يو (الإنجليزية)
- جيك بيكارد على موقع Soccerbase.com (لاعب) (الإنجليزية)